# Горлово (Гагарінський район)
Горлово (рос. Горлово) — присілок Гагарінського району Смоленської області Росії. Входить до складу Ашковського сільського поселення.